# Princess of China
«Princess of China» es una canción de la banda británica Coldplay en colaboración con la cantante barbadense Rihanna. Es la décima pista del quinto álbum de estudio de Coldplay, Mylo Xyloto. Fue escrita por Guy Berryman, Jonny Buckland, Champion, y Chris Martin, junto con Brian Eno. Contiene influencias de los géneros musicales del rock electrónico, R&B y el electropop, estilos recurrentes de Rihanna. La canción fue recibida con una respuesta mixta de los críticos de la música, algunos alabando la colaboración entre Martin y Rihanna, mientras que otros la criticaron por ser aburrida. La canción se dio a conocer en la radio el 14 de febrero de 2012, por lo que es el cuarto sencillo de Mylo Xyloto.

## Antecedentes y lanzamiento

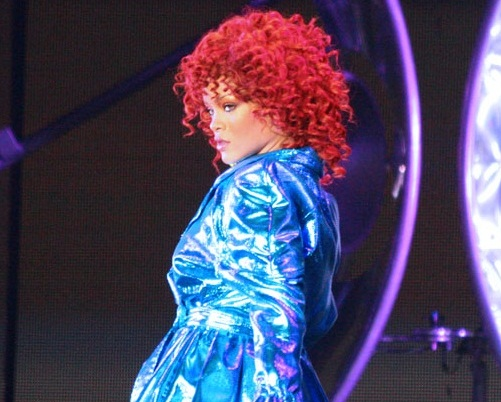
Chris Martin inicialmente escribió «Princess of China» en secreto con la esperanza de que Rihanna (fotografiada) apareciera como la vocalista invitada en la canción, y se sorprendió cuando ella accedió a grabarla.

En una entrevista con MTV News el 20 de septiembre de 2011, Chris Martin confirmó que la banda había grabado una canción con Rihanna, y que sería presentada en su quinto álbum de Coldplay, Mylo Xyloto. Martin continuó diciendo que él había escrito una canción específicamente para Rihanna y confía en que le gustara suficiente como para querer prestar su voz a la canción, diciendo: «En un escenario como el sueño, teníamos una canción que en secreto había escrito al tipo de Rihanna para ver si ella quiere cantarla... y luego el resto de la banda quería, por lo que se le ocurrió la idea de pedirle cantar con nosotros, y para nuestra gran sorpresa, ella dijo que estaba bien». Martin también confirmó que «Princess of China» es la canción favorita de la banda en el álbum, debido a la forma en que se diferencia de sus anteriores esfuerzos en términos de género y la dirección musical. Cuando se le preguntó si los fanes se unen y reaccionan favorablemente a la canción, Martin expresó que no estaba preocupado por cómo iba a ser recibido, y señaló que Rihanna está siempre empujando los límites de la industria de la música. Martín también explicó cómo se acercó a la cantante sobre la colaboración en la canción, diciendo: El álbum está hecho como una pieza entera. Hicimos un show en Las Vegas y me reuní con ella y le dije: ¿Cree usted que hay alguna posibilidad? Yo era muy similar a Hugh Grant.
El 21 de septiembre de 2011, surgieron informes en línea que Will Champion, quien toca la batería en la banda, había expresado su interés en cantar la letra que se delega en última instancia a Rihanna.  Martin disipado la idea de que había alguna tensión entre los compañeros de banda y Rihanna, dijo: «Hay un poco de hilo de historia de amor por lo que realmente necesitaba a alguien que cantara más alto que yo. Por las buenas intenciones de Will, él no puede hacerlo. Tienes que ser mujer». «Princess of China» se estrenó en la radio holandesa, el 16 de octubre de 2011 y fue subido después a la cuenta oficial de la banda en Vevo, pero fue eliminado por su sello discográfico, EMI. La canción se puso a disposición para la compra a través de descarga digital en iTunes 25 de octubre de 2011.

## Composición
«Princess of China» atrae la influencia de los géneros musicales de electropop, el hip hop alternativo y R&B. La canción comienza con un sample de la canción «Takk...» de Sigur Rós, que también ofrece toda la canción. Como ha señalado Amy Sciarretto de Popcrush, la canción cuenta con un mal humor y sintetizadores pesados a lo largo de la duración de la canción. El sencillo también destaca las características tanto de las vocales de Martin y Rihanna, que fue elogiada por los críticos. Gil Kaufman de MTV News, señaló que las vocales coinciden a la perfección, y que Martin complementó el mayor registro de Rihanna. Judá José de The Huffington Post dio una explicación de la composición de la canción como parte de su revisión, escribiendo: «La mejor manera de describir la composición detrás de 'Princess of China' es compararla con los efectos de sonido de una viejo juego de Game Boy, Zelda, pero de la mejor manera la canción es épica, influencia asiáticas, y que ejemplifica el ambiente de aventura que proviene de una combinación alternativa de hip-hop».

## Video musical
«Princess of China» contó con un video musical que tiene como protagonistas principales a Rihanna y al cantante de la banda Chris Martin. El mismo contó la dirección de los cineastas Adria Petty y Alan Bibby, este último se especializó en las escenas de kung fu de la obra. Todas las secuencias se filmaron en el plazo de un día, a excepción de una escena donde Martin caminaba que se grabó el día siguiente, antes de que los integrantes de Coldplay tomaran un avión. En respuesta a las críticas por la variada mezcla de culturas asiáticas representadas en el video (no solamente la influencia china que se esperaría por el título de la canción), Petty respondió «la verdad es que cuando haces un video musical, no quieres probar y hacer El último emperador, simplemente quieres hacer algo hermoso».

## Crítica
Un crítico de NME comentó que la canción es un intento de sonido pop orientado y se compara con uno de los sencillos de Coldplay, «Viva la Vida», escribiendo: «Bueno, si usted puede ir más allá, que el sonido de sintetizador, no sonaría fuera de lugar en un álbum de Taio Cruz, que es en realidad un poco increíble para todo el brillo, esta es una canción sorprendentemente fuerte, dotada de un impulso». Robbie Daw de Tele elogió la colaboración, escribiendo que el matrimonio de las voces de Chris Martin y Rihanna es sólido, pero señaló que no estaba seguro de qué esperar.  Judá José de The Huffington Post elogió la canción, calificándola como un monstruo, señaló que la canción es probable que sea elegida como uno sencillo porque es simplemente demasiado buena.Neil McCormick, de The Daily Telegraph examinó el tema favorablemente etiquetando la colaboración como eficaz, con el respaldo de ricas texturas para llevar a cabo interesantes matices en su voz dulce, pero fuerte, pero es la emotividad muy inglés de Martin lo que realmente añade profundidad a Coldplay. Mark Hogan de Spin hizo un análisis mixto de la canción, al escribir que aunque la canción es inofensiva, no es inspiradora. Bernard Perusse de The Montreal Gazette criticó la interpretación vocal de Rihanna en la canción antes de haberla oído, citando que la contribución de la cantante sería terrible.

## Rendimiento comercial
«Princess of China» hizo su debut en Irlanda y la región de Valonia de Bélgica el 28 de octubre de 2011. En Irlanda, la canción debutó en el número veintidós, lo que significa que Rihanna tenía cuatro canciones diferentes de cuatro discos, incluyendo dos de su propio álbum, en los cuarenta principales de la lista, con «We Found Love» con Calvin Harris en el número uno, «Princesa of China» en el número veintidós, «Fly» con Nicki Minaj en el número treinta y «Cheers (Drink to That)» en el número treinta y nueve. En la región de Valonia de Bélgica, la canción debutó en el número cuarenta y cinco en la lista de sencillos. En el Reino Unido, la canción debutó en el número treinta y tres, tras la publicación del álbum.

## Lista de canciones
| Descarga Digital |                     |          |  |
| N.º              | Título              | Duración |  |
| 1.               | «Princess of China» | 3:59     |  |

| EP Descarga Digital |                                           |          |  |
| N.º                 | Título                                    | Duración |  |
| 1.                  | «Princess of China» (Radio Edit)          | 3:39     |  |
| 2.                  | «Princess of China» (Invisible Men Remix) | 3:46     |  |
| 3.                  | «Paradise» (Tiesto Remix)                 | 4:46     |  |
| 4.                  | «Princess of China» (Acoustic)            | 3:26     |  |

| CD  |                                           |          |  |
| N.º | Título                                    | Duración |  |
| 1.  | «Princess of China» (Radio Edit)          | 3:40     |  |
| 2.  | «Princess of China» (Invisible Men Remix) | 3:49     |  |
| 3.  | «Princess of China» (Álbum Versión)       | 4:00     |  |
| 4.  | «Princess of China» (Instrumental)        | 4:00     |  |

| CD Promocional |                             |          |  |
| N.º            | Título                      | Duración |  |
| 1.             | «Princess of China» (Clean) | 3:59     |  |

| Acoustic Version CD Promocional |                                |          |  |
| N.º                             | Título                         | Duración |  |
| 1.                              | «Princess of China» (Acoustic) | 3:26     |  |

## Posicionamiento en listas

### Semanales
| País           | Lista                 | Mejor posición |
| -------------- | --------------------- | -------------- |
| Australia      | Aria singles chart    | 16             |
| Bélgica        | Ultratop 50 (Valonia) | 45             |
| Canadá         | Canadian Hot 100      | 17             |
| Dinamarca      | Tracklisten           | 17             |
| España         | PROMUSICAE            | 39             |
| Finlandia      | Mitä hittiä           | 14             |
| Francia        | SNEP                  | 33             |
| Irlanda        | Irish Singles Chart   | 22             |
| Noruega        | VG-lista              | 8              |
| Reino Unido    | UK Singles Chart      | 33             |
| Estados Unidos | Billboard Hot 100     | 20             |
| Estados Unidos | Billboard Pop Songs   | 35             |